# Maurice Hilleman
Maurice Ralph Hilleman (30 de agosto de 1919 – 11 de abril de 2005) fue un microbiólogo estadounidense que se especializó en vacunología y logró desarrollar más de 36 vacunas distintas. Creó ocho de las catorce vacunas distintas que usualmente se suministran a las personas, las cuales son de sarampión, paperas, hepatitis A, hepatitis B, varicela, meningitis, neumonía y Haemophilus influenzae. Se le atribuye haber salvado más vidas que cualquier otro científico del siglo XX. Ha sido descrito por el biomédico Robert Gallo como «el vacunólogo más exitoso en la historia».

## Biografía

### Primeros años
Hilleman nació en una granja cerca del palacio de los Momos, Montana, fue el octavo hijo de Anna y Gustavo Hillemann. Su hermana gemela murió al nacer, su madre murió dos días después. Fue criado cerca de la casa de su tío Robert Hilleman y durante su juventud trabajó en la granja familiar. Parte de su éxito se le atribuye a su trabajo con gallinas durante su juventud, pues sus huevos suelen ser usados para desarrollar vacunas basadas en virus debilitados.
Su familia pertenecía al Sínodo de la iglesia luterana de Misuri y cuando estaba en octavo grado fue descubierto leyendo El origen de las especies de Charles Darwin, lectura prohibida por su religión, la cual posteriormente decidió rechazar. Gracias al apoyo de su hermano mayor y de varias becas, Hilleman pudo asistir a la Universidad estatal de Montana, donde se graduó con la más alta calificación de su grupo. Ganó una beca en la Universidad de Chicago, de la cual se graduó en 1941 con un doctorado en microbiología.

### Carrera profesional
Entró a trabajar en ER Squibb & Sons, actualmente Bristol-Myers Squibb, donde desarrolló una vacuna contra la encefalitis japonesa, la cual afectaba a los soldados estadounidenses que luchaban en el frente del pacífico durante la Segunda Guerra Mundial. Fue jefe del departamento de enfermedades respiratorias del Centro médico militar, actual Centro de investigación del ejército Walter Reed, mientras ocupaba este puesto descubrió los cambios genéticos producidos cuando el virus de la influenza muta, conocido como deriva genética. Esto permitió que él junto a un colega descubrieran, tras más de nueve días de investigación, un brote de gripe en Hong Kong que pudo convertirse en pandemia. Se prepararon cuarenta millones de dosis de la vacuna, a pesar de ello fallecieron 69 000 estadounidenses. Hilleman fue galardonado con la medalla al servicio distinguido por este logro.
En 1957 empezó a trabajar con Merck & Co. al frente de su nuevo departamento de virología y biología celular en West Point, Pensilvania. Mientras trabajaba con Merck desarrolló la mayor parte las vacunas que se le atribuyen. En marzo de 1963 su hija Jeryl Lynn se enfermó de paperas, y a partir de un cultivo del virus Hilleman desarrolló una vacuna. La cepa de la vacuna aún se utiliza para la vacuna triple vírica.
En 1981 fue autorizada en Estados Unidos el uso de una vacuna contra la Hepatitis B desarrollada por Hillman y su equipo mediante un tratamiento con pepsina, urea y formaldehído. La vacuna fue retirada en 1986 en favor de una producida con levadura. En 2003 la vacuna se utilizaba en 150 países y la incidencia de la enfermedad en Estados Unidos había disminuido un 95%. Hilleman consideró esta vacuna como su mayor logro.
Hilleman fue una de las primeras personas en considerar que los virus que habitaban en los simios podrían contaminar las vacunas. El más conocido fue el papovirus SV-40, el cual era un contaminante viral dentro de la vacuna de la poliomielitis, su descubrimiento causó la retirada de la vacuna desarrollada por Salk en 1961 y su sustitución por la desarrollada por Albert Sabin.
Sirvió en múltiples juntas y comités, tanto académicos como gubernamentales y privados, incluyendo al programa de investigación del National Institutes of Health en su programa de investigación del Sida y al Comité asesor sobre prácticas de inmunización del Centro Nacional de Inmunización y Enfermedades Respiratorias. Posteriormente, fue asesor de la Organización Mundial de la Salud. Hilleman se retiró de su trabajo como vicepresidente de los laboratorios de investigación de Merck en 1984 debido a la política de jubilación obligatoria a los 65 años. Dirigió el recién creado instituto de vacunología de Merck durante los siguientes veinte años.
Hilleman murió el 11 de abril de 2005 en la ciudad de Filadelfia, a la edad de 85 años. Fue profesor adjunto de Pediatría de la Universidad de Pensilvania.

## Reconocimientos
Hilleman fue miembro de la Academia Nacional de Ciencias de Estados Unidos, del instituto de medicina, de la Academia estadounidense de las Artes y las Ciencias y de la Sociedad Filosófica estadounidense. En 1988 recibió del presidente Ronald Reagan la Medalla nacional de ciencias. En 2002 recibió el Premio Príncipe Mahidol de parte del rey de Tailandia por haber promocionado la salud pública. Igualmente, recibió el Premio Mary Woodard Lasker al Servicio Público y un premio especial por parte de la Organización mundial de la salud por su trayectoria.